# Klassiek (dammen)
Het klassiek is een speltype in het dammen waarbij wit schijven op 27, 28 en 32 heeft en zwart schijven op 19, 23 en 24. Het klassieke speltype komt vaak al in de opening tot stand omdat beide spelers meteen het centrum willen bezetten maar kan ook voortkomen uit andere speltypes waarvan de essentiële kenmerken in de loop van het middenspel worden verbroken. Met het Tsjizjov-kanon en de Olympische formatie kan het centrum van de tegenstander onder druk worden gezet. Een bijzondere vorm van klassiek spel is de Ghestem-doorstoot. Combinaties die veelvuldig een belangrijke rol spelen in het klassiek zijn de coup royal en de bomzet. 